# Whiston (Northamptonshire)
Whiston – wieś w Anglii, w hrabstwie Northamptonshire, w dystrykcie (unitary authority) West Northamptonshire. Leży 10 km na wschód od miasta Northampton i 92 km na północny zachód od Londynu. Miejscowość liczy 211 mieszkańców.